# Henry B. Richardson
Henry Barber Richardson (ur. 19 maja 1889 w Bostonie, zm. 19 listopada 1963 w Nowym Jorku) – amerykański łucznik, dwukrotny medalista olimpijski. Startował w konkurencji łuków klasycznych.

## Życiorys
Ukończył studia na Uniwersytecie Harvarda w 1910 i w Harvard Medical School w 1914. Następnie pracował na wydziale medycznym Uniwersytetu Cornella. W 1945 (w wieku 56 lat) rozpoczął studia psychiatryczne na Uniwersytecie Columbia i później praktykował jako lekarz psychiatra.
Wystąpił w zawodach łuczniczych na igrzyskach olimpijskich w 1904 w Saint Louis, na których zdobył brązowy medal w rywalizacji drużynowej (jako członek zespołu Boston Archers, w którym występowali również  bracia George Bryant i Wallace Bryant oraz Cyrus Edwin Dallin). W konkurencjach indywidualnych zajął 9. miejsca zarówno w Double York Round, jak i w Double American Round.
Na igrzyskach olimpijskich w 1908 w Londynie zdobył brązowy medal w konkurencji Double York Round i zajął 15. miejsce w konkurencji Continental Style.